# Timpanometría
Timpanometría es un examen utilizado para probar la condición del oído medio y movilidad del tímpano (membrana timpánica) y los huesecillos conductores del oído creando variaciones de presión de aire en el canal auditivo.
Timpanometría es una prueba objetiva de la función del oído medio. No es una prueba de audición sino más bien una medida de la transmisión a través del oído medio. La prueba no debe ser usada para evaluar la sensitividad de la escucha y los resultados de esta prueba deben ser siempre vistos en conjunto con una audiometría.
La timpanometría es un componente importante en la evaluación audiométrica. En una evaluación de pérdida de audición, la timpanometría provee de una diferenciación entre la pérdida auditiva sensoneural y la pérdida de escucha conductiva, cuando una evaluación no es aparente las pruebas de Weber y Rinne. Además, en una organización de cuidado primario la timpanometría puede ser útil en la generación de un diagnóstico de otitis media mediante la demostración de la existencia de efusión de oído medio.

## Operación
Un tono de 226 Hz es generado por el timpanómetro dentro del canal auditivo, donde el sonido golpea la membrana del tímpano, provocando vibración del oído medio, lo cual se traduce en la percepción consciente de la audición. Algunos de estos sonidos son reflejados de vuelta y atrapados por el instrumento. La mayoría de los problemas de oído medio resultan en rigidización del odio medio, lo cual provoca que más del sonido sea reflejado de vuelta.
Admitancia es como la energía es transmitida a través del oído medio. El instrumento mide el sonido reflejado y lo expresa como admitancia o compliancia, graficando los resultados en una tabla conocida como timpanograma.
Normalmente, la presión de aire en el canal auditivo es la misma que la presión ambiental. Además, mediante condiciones normal, la presión de aire en el oído medio es aproximadamente la misma que la presión ambiente ya que la trompa de eustaquio se abre periódicamente para ventilar el oído medio e igualar la presión. En un individuo sano, el sonido máximo es transmitido a través del oído medio cuando la presión ambiental en el canal auditivo es igual a la presión en el oído medio.

## Procedimiento

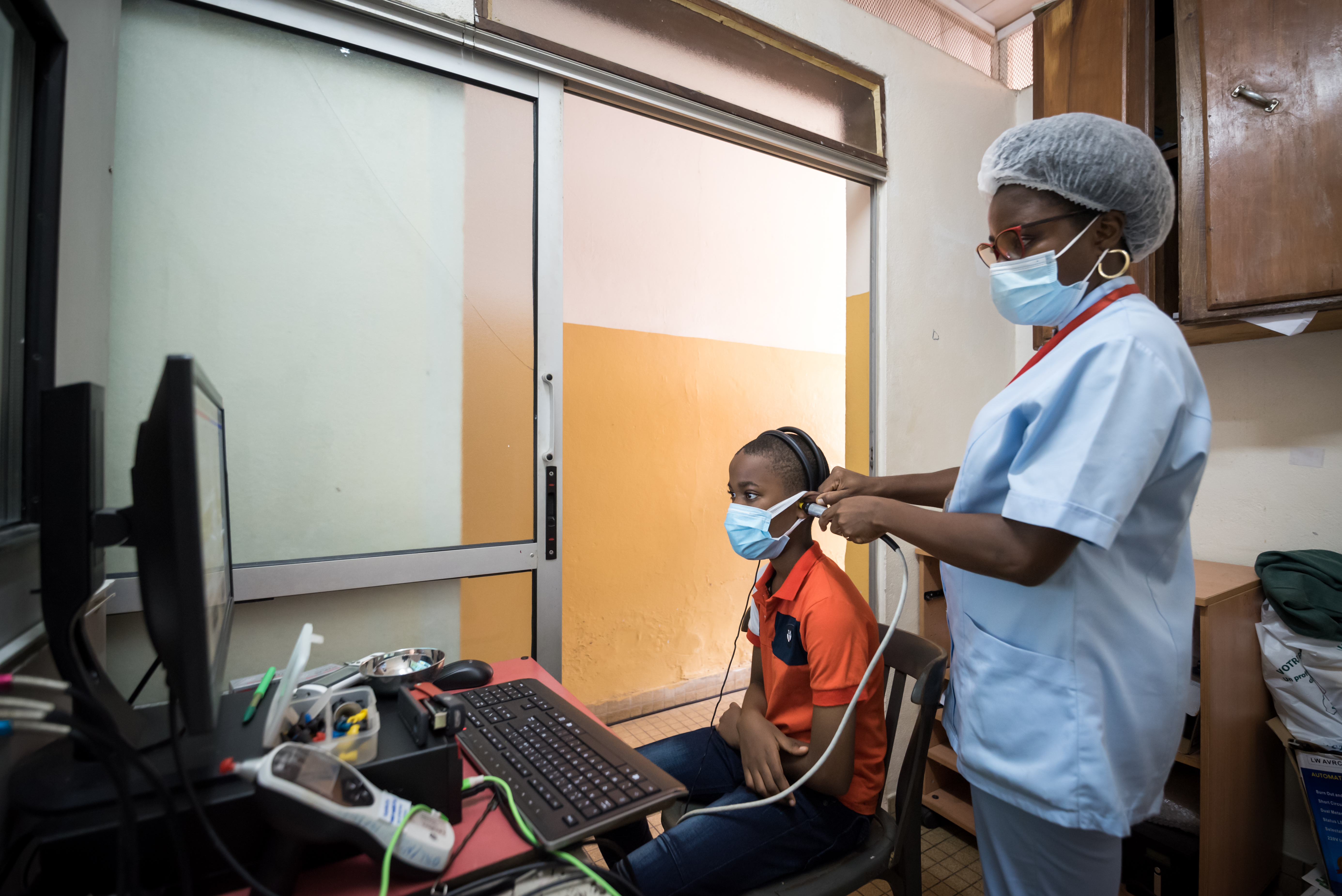
Timpanometría en un niño.

Después de una otoscopía (examen del oído con un otoscopio) para asegurarse que el camino al tímpano está limpio y que no existe perforación en el tímpano, la prueba es realizada mediante la inserción de un instrumento timpanómetro en el canal auditivo. El dispositivo cambia la presión en el oído, genera un tono puro y mide las respuestas del tímpano al sonido a diferentes presiones. Este procedimiento genera una serie de datos midiendo como la admitancia varía con la presión la cual es graficada como un timpanograma.

## Interpretación

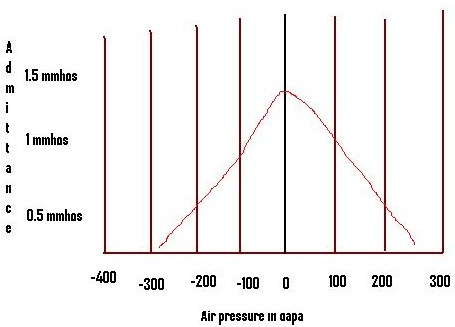
Timpanograma Tipo A
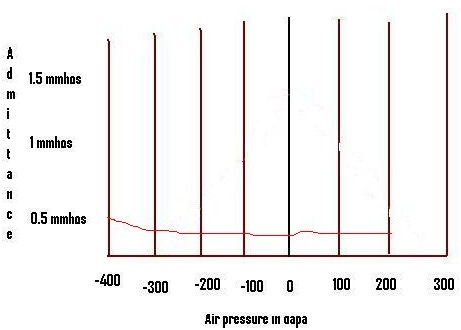
Timpanograma Tipo B
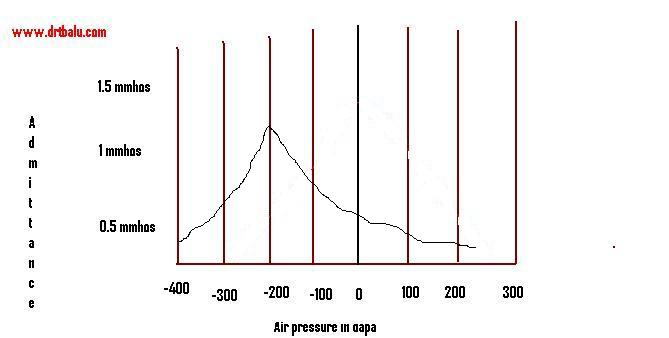
Timpanograma Tipo C

Los timpanogramas se categorizan de acuerdo a la forma de la gráficaː
- Tipo Aː es un timpanograma normal (izquierda). Existe una presión normal en el oído medio con una movilidad normal del tímpano y los huesos conductores.
- Tipos B y Cː pueden revelar fluido en el oído medio, perforación en la membrana timpánica, cicatrices en la membrana timpánica, pérdida de contacto entre los huesos de conducción auditiva del oído medio o un tumor en el oído medio.

La categorización de los datos en las timpanometrías no deben ser usados como un indicador de diagnóstico. Es meramente una descripción en forma. No existe una distinción clara entre los tres tipos, ni de los dos subtipos del tipo A, nombrados A{\displaystyle {}_{S}} y A{\displaystyle {}_{D}}. Solamente mediciones de admitancia estática acústica, volumen del canal auditivo y timpanometría longitud/gradiente comparadas con el género, la edad y los datos normativos específicos de raza pueden ser utilizados como diagnóstico preciso de patologías de oído medio en conjunto con el uso de otro tipo de datos audiométricos. (e.g. umbrales de conducción de aire y huesos, examinaciones otoscópicas, reconocimiento normal de palabras a niveles elevados de presentación, etc.).